# Nontapan Jeansatawong
Nontapan Jeansatawong (tiếng Thái: นนทพันธ์ เจียรสถาวงศ์, sinh ngày 2 tháng 9 năm 1982) là một cầu thủ bóng đá đã giải nghệ từ Thái Lan.
Anh đá ở Cúp Liên đoàn Bóng đá Thái Lan 2010 final và giành chức vô địch sau khi Thai Port đánh bại Buriram PEA F.C. với tỉ số 2-1.
Anh thi đấu cho Thái Lan tại vòng chung kết Giải vô địch bóng đá trẻ thế giới 1999.

## Bàn thắng quốc tế
| #  | Ngày                 | Địa điểm           | Đối thủ | Tỉ số | Kết quả | Giải đấu                                     |
| -- | -------------------- | ------------------ | ------- | ----- | ------- | -------------------------------------------- |
| 1. | 13 tháng 10 năm 2004 | Băng Cốc, Thái Lan | UAE     | 3 - 0 | Thắng   | Vòng loại giải vô địch bóng đá thế giới 2006 |

## Danh hiệu

### Câu lạc bộ
TOT S.C.
- Giải bóng đá hạng nhất quốc gia Thái Lan Vô địch (1): 2003

Thai Port F.C.
- Cúp Liên đoàn Bóng đá Thái Lan Vô địch (1): 2010